# Odorrana tianmuii
Odorrana tianmuii es una especie de anfibio anuro de la familia Ranidae.

## Distribución geográfica
Esta especie es endémica del norte de Zhejiang en China. Se encuentra entre los 200 y 800 m sobre el nivel del mar.

## Publicación original
- Chen, Zhou & Zheng, 2010 : A new species of odor frog from China (Anura: Ranidae). Journal of Beijing Norrnal University (Natural Science), vol. 46, n.º 5, p. 11-18.[3]